# Липецкая (станция метро)
«Ли́пецкая» — строящаяся станция Бирюлёвской линии Московского метрополитена. Находится в ЮАО, возле Бирюлевского дендропарка, на пересечении Липецкой и Педагогической улиц. Станция расположена между будущими станциями «Каспийская» и «Лебедянская». 

## Участок линии на станции Липецкая
На схеме изображена трассировка участка метро в районе станции Липецкая.